# 上海芭蕾舞团
上海芭蕾舞团，是上海芭蕾舞表演团体，成立于1979年，驻于上海国际舞蹈中心（长宁区虹桥路1650号），前身是上海市舞蹈学校及芭蕾舞剧《白毛女》剧组。现任团长哈木提、艺术总监辛丽丽。曾赴日本、朝鲜、法国、加拿大、美国、印尼、新西兰、西班牙、新加坡、澳大利亚、香港、澳门、台湾等地演出。

## 芭蕾舞剧
《白毛女》、《梁山伯与祝英台》、《花样年华》、《天鹅湖》（英国版）、《葛佩莉娅》（法国版）、《仙女》（法国版）、《罗密欧与朱丽叶》（英国版）、《胡桃夹子》（日本版）、《小夜曲》、《大华尔兹》、《红的畅想》、《激情》、《此时》、《此地》、《对话肖邦》、《天际》、《妈妈的歌》、《韦伯5号》、《告别》、《关不住的女儿》、《吉赛尔》、《唐·吉珂德》、《海侠》、《睡美人》、《艾斯米拉达》、《雷蒙达》等。 

## 交通
- 上海轨道交通水城路站：上海轨道交通10号线

## 官方网址
- 上海芭蕾舞团（页面存档备份，存于）